# Gočárovo schodiště
Gočárovo schodiště (též schodiště Na Kropáčce nebo schodiště u kostela Nanebevzetí Panny Marie) je schodiště propojující Velké náměstí v Hradci Králové s výrazně níže položenou ulicí Komenského. Schodiště bylo postaveno v letech 1909–10 podle architektonického návrhu Josefa Gočára.

## Historie
V roce 1906 byla zbourána věž Kropáčka a vznikl tak nový přístup na Velké náměstí. Nyní bylo ale třeba vyřešit propojení Velkého náměstí s ulicí Komenského tak, aby byl překonán výškový rozdíl 25 metrů mezi oběma veřejnými prostory. Sousedství budoucího schodiště navíc tvořily slohově různorodé objekty a stavba také měla zakrýt nepohledné domovní dvorky okolních městských domů. S tímto komplikovaným úkolem oslovil starosta Hradce Králové František Ulrich v roce 1908 architekta Josefa Gočára. Ten poslal starostovi svůj návrh 11. února 1909 a 15. května téhož roku byl Gočárův projekt schválen. V září byla práce zadána stavební firmě Bohumíra Hollmanna a 24. srpna 1910 bylo schodiště slavnostně otevřeno.
Gočár zvolil jako materiál holý beton, který byl levnější než kámen a také lépe odolával povětrnostním podmínkám. Modernistická stavba s minimem ozdob tak byla nadčasovou reakcí na stylový mix okolních staveb. Schodiště se ale záhy stalo cílem ostré kritiky: bylo považováno za stylově nevyhovující, neestetické, nevkusné. Již v roce 1930 ovšem historik umění Karel Herain uvádí, že schodiště "zapadlo do prostředí jak významná samozřejmost" a že jeho výstavbou Hradec Králové "získal prvý nekompromisní příklad puristické architektury." Od roku 1964 je schodiště chráněnou kulturní památkou.
V letech 1995–97 bylo schodiště rekonstruováno, při té příležitosti ovšem bylo opatřeno vizuálně nevhodnou žlutou omítkou. Další rekonstrukcí stavba prošla v roce 2009, kdy schodiště získalo zpět svoji původní bílou barvu.

## Popis
Asi 20 metrů dlouhé schodiště s odpočívadly je zakončeno čtvercovou podestou, na které se zalamuje vlevo a na další podestě pak o 180° zase zpět. Schodiště je lemováno hladkým plným zábradlím. Jeho nejzajímavějším prvkem je ale stěna, které se zvedá v místě zalomení schodiště. Je zdobena hranolovými žebry a uprostřed je proražen vysoký oblouk, který opticky odděluje prostor starého města. V oblouku jsou na subtilních táhlech zavěšeny tři polygonální osvětlovací hranoly (tato trojice lamp vedla k lidovému označování schodiště jako "u tří tupláků").

## Galerie

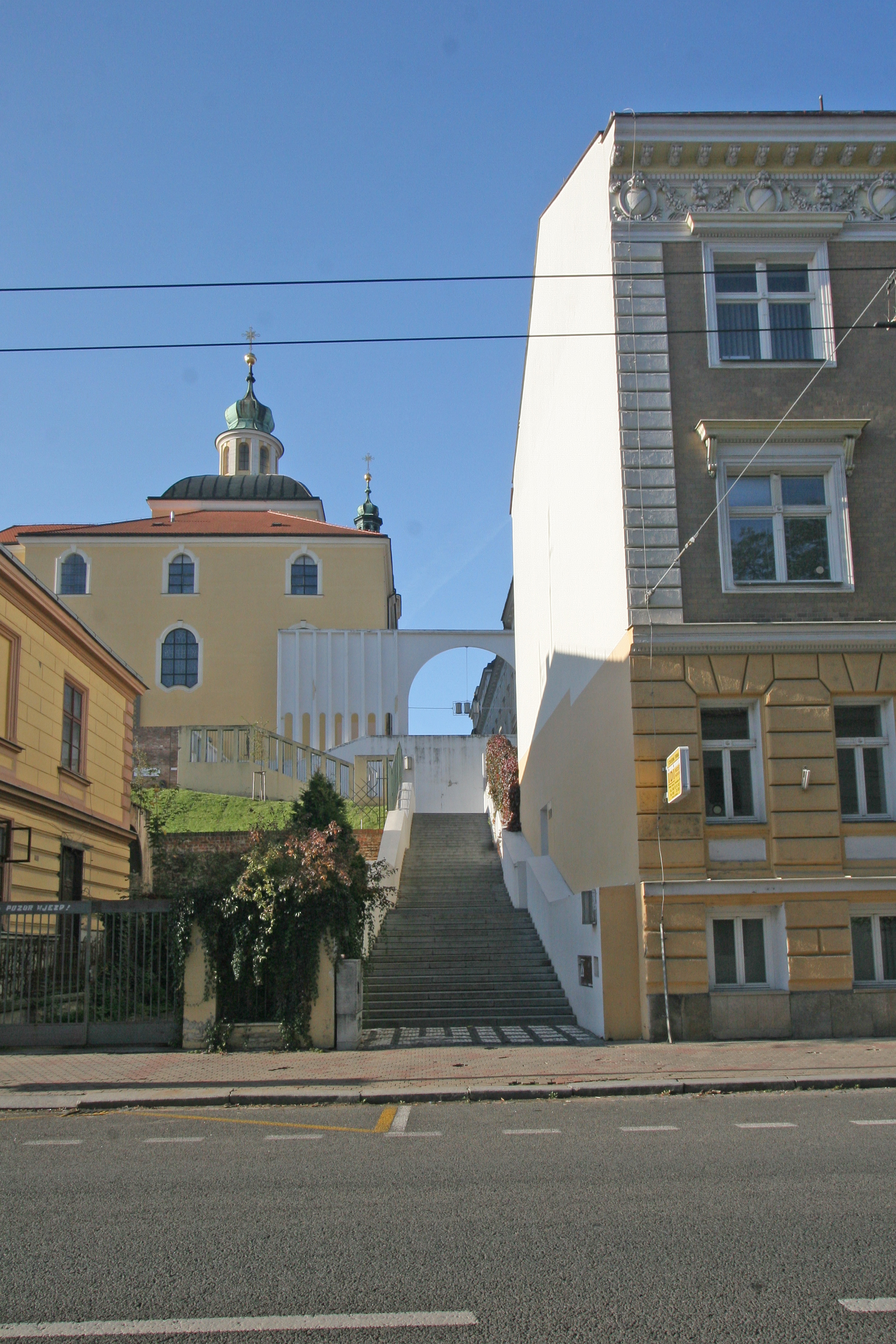
Celkový pohled z ulice Komenského
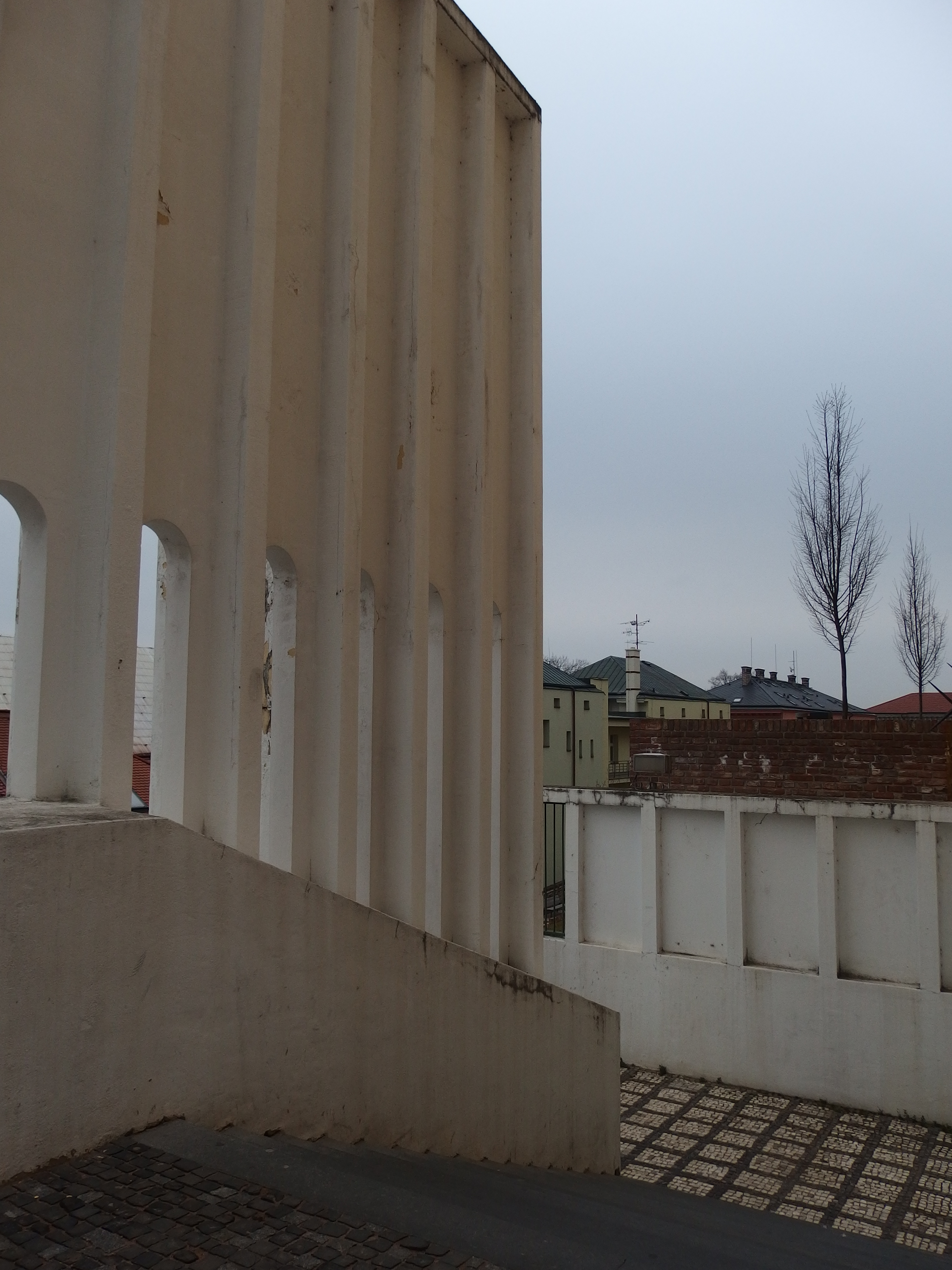
Detail hranolových žeber a podesty
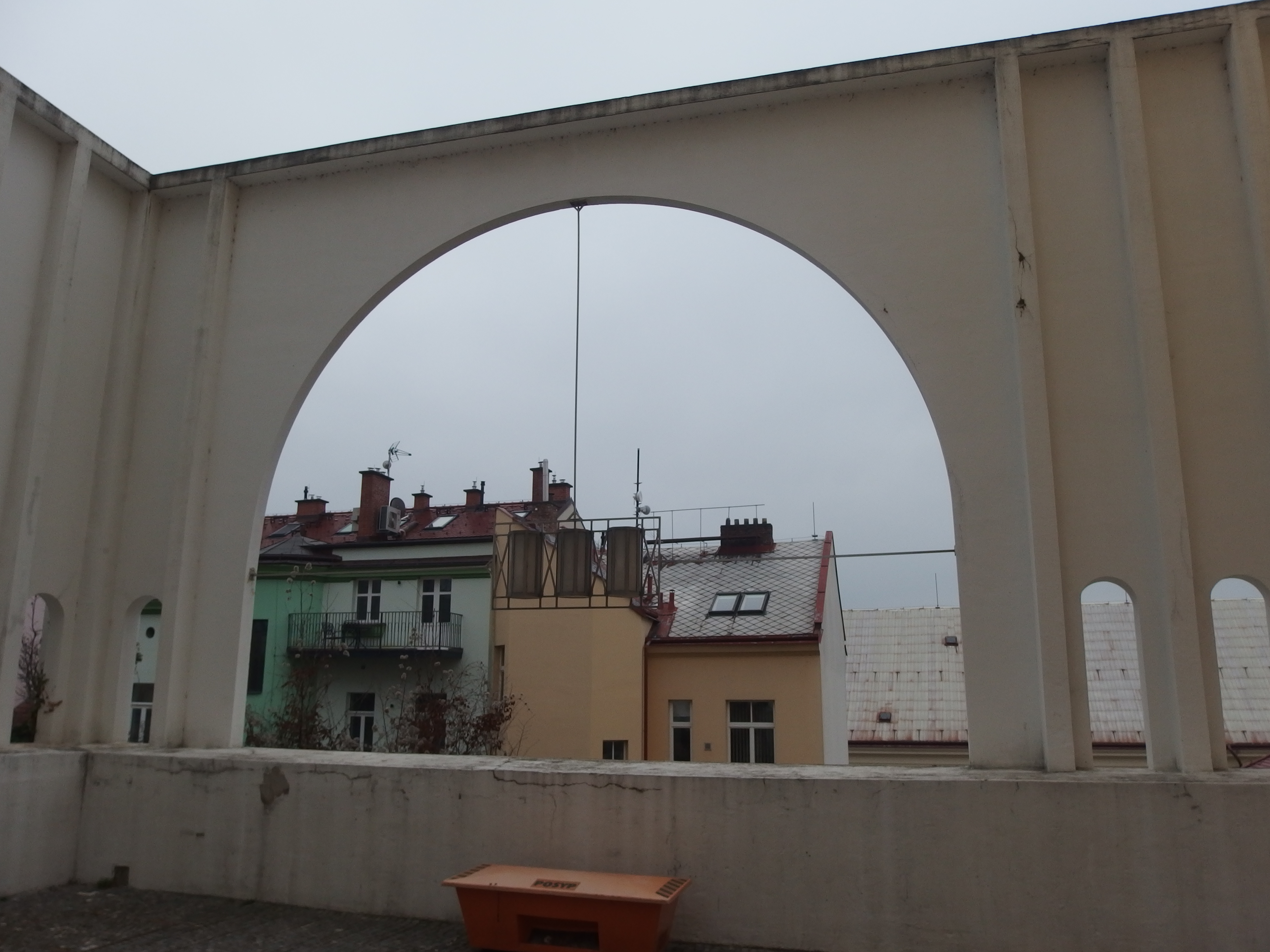
Detail oblouku s osvětlovacími tělesy